# Emil Johannes Kühne
Hans (Emil Johannes) Kühne (* 30. Mai 1910 in Schmiedeberg, Erzgebirge; † 21. August 1961 in Hamburg) war ein deutscher Kalligraf und Typograf. Er war ein Schüler von Rudolf Koch.

## Leben
Hans Kühne absolvierte ab 1925 eine kaufmännische Lehre in einer Versicherungsbank in Braunschweig und begann 1926 eine Ausbildung an der dortigen Kunstgewerbeschule. Ab 1928 studierte er an den Technischen Lehranstalten in Offenbach bei Rudolf Koch und assistierte seit 1929 im Schriftunterricht bei Professor Ernst Engel. 1931 wurde er selbständiger Buch- und Schriftgraphiker. Er war Leiter von Kursen des Arbeitsamtes, der Gewerkschaften und gab Privatunterricht. 1933 wurde er künstlerischer Mitarbeiter der Schriftgiesserei Klingspor. 1934 trat er die Nachfolge von Rudolf Koch als Leiter der Fachklasse für Schrift an der Kunstgewerbeschule Offenbach an. Von 1934 bis 1939 gab er Sonderlehrgänge für Schrift zur Nachwuchsförderung mit Teilnehmern aus ganz Deutschland, außerdem hielt er Fachvorträge. Im Jahr 1939 wurde er als Soldat in den Zweiten Weltkrieg eingezogen. Ab 1942 leitete er Kurse für Werkarbeit und war Lehrer für Arbeitstherapie in Lazaretten. Nach 1945 arbeitete er als freier Schrift- und Werbegraphiker in Hamburg und leitete Schriftkurse. Außerdem wurde er Vorstandsmitglied in graphischen Verbänden und Werbeberater von Industriefirmen, Druckereien und Verlagen. 1948 gründete er den Rudolf-Koch-Kreis. Kühne hielt Fachvorträge in verschiedenen Städten, war Herausgeber von Schriftvorlagen und Schreibschriften bei den Verlagen Bärenreiter, Heintze & Blankertz und Kallmeyer. Ab 1958 arbeitete er wieder als Lehrer für Schrift an der Meisterschule für Maler und an der Werbefachschule in Hamburg.